# Landschaftsschutzgebiet Küstenlandschaft Dänischer Wohld

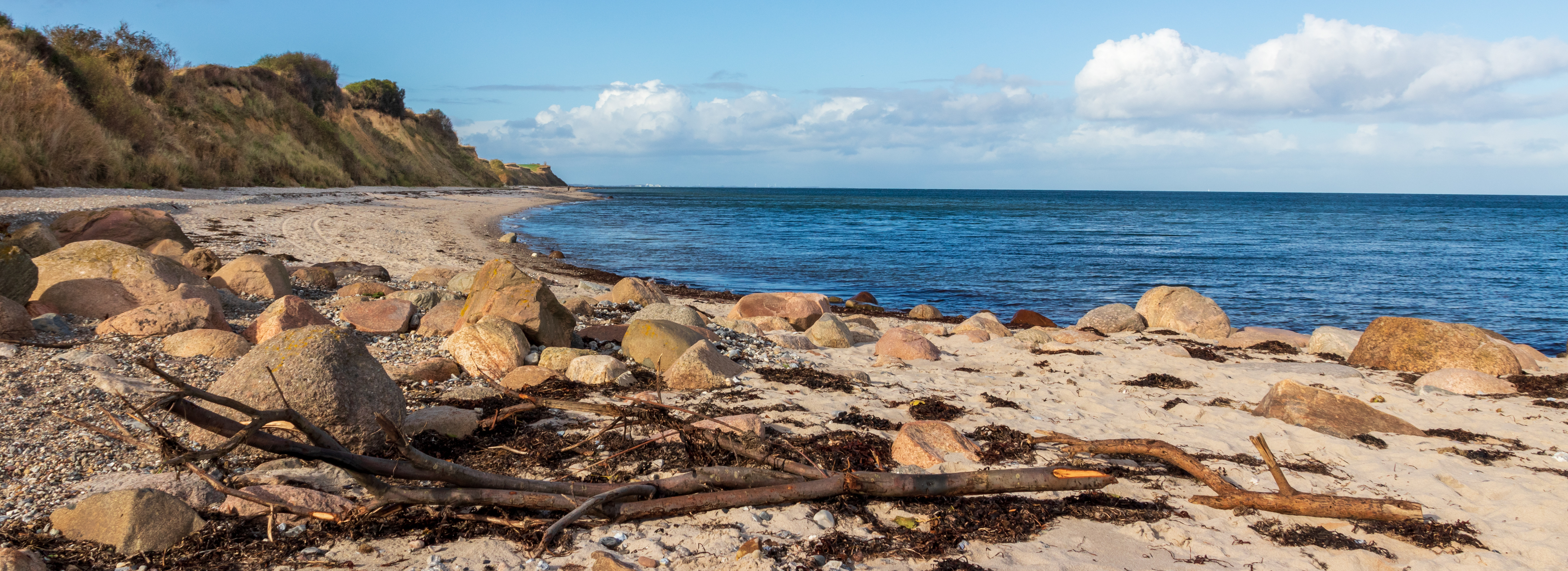
Das Landschaftsschutzgebiet weist viele naturnahe Ufer auf.

Das Landschaftsschutzgebiet Küstenlandschaft Dänischer Wohld ist ein 34,6 Quadratkilometer großes Landschaftsschutzgebiet im Kreis Rendsburg-Eckernförde des Bundeslands Schleswig-Holstein nordwestlich von Kiel entlang der Eckernförder Bucht. Das Areal erstreckt sich über die Stadt Eckernförde sowie die Gemeinden Altenhof, Goosefeld, Holtsee, Neudorf-Bornstein, Osdorf, Noer, Schwedeneck, Strande und Dänischenhagen.
Die Küstenlandschaft wurde am 22. November 1999 als Landschaftsschutzgebiet ausgewiesen. Mit ihren Stränden, Strandwällen, Dünen, Steilküsten und Niederungsflächen gilt sie als naturnah. Das Gebiet zeichnet sich durch gut erhaltene Bereiche des Felmer, Kaltenhofer und Klausdorfer Moores, Niedermoorlebensräume, Laubwälder, kuppige Jungmoränenlandschaft aus und weist eine hohe Biotopdichte und vielfältige Landschaftsstruktur auf. Damit ist es nach Ansicht der Landesregierung repräsentativ für den Naturraum und weist eine besondere Bedeutung für den Arten- und Biotopschutz auf. In Teilbereichen wird das Gebiet vom Tourismus, Land-, Forst- und Wasserwirtschaft oder dem Militär genutzt. An wenigen Stellen gibt es Uferverbauten.

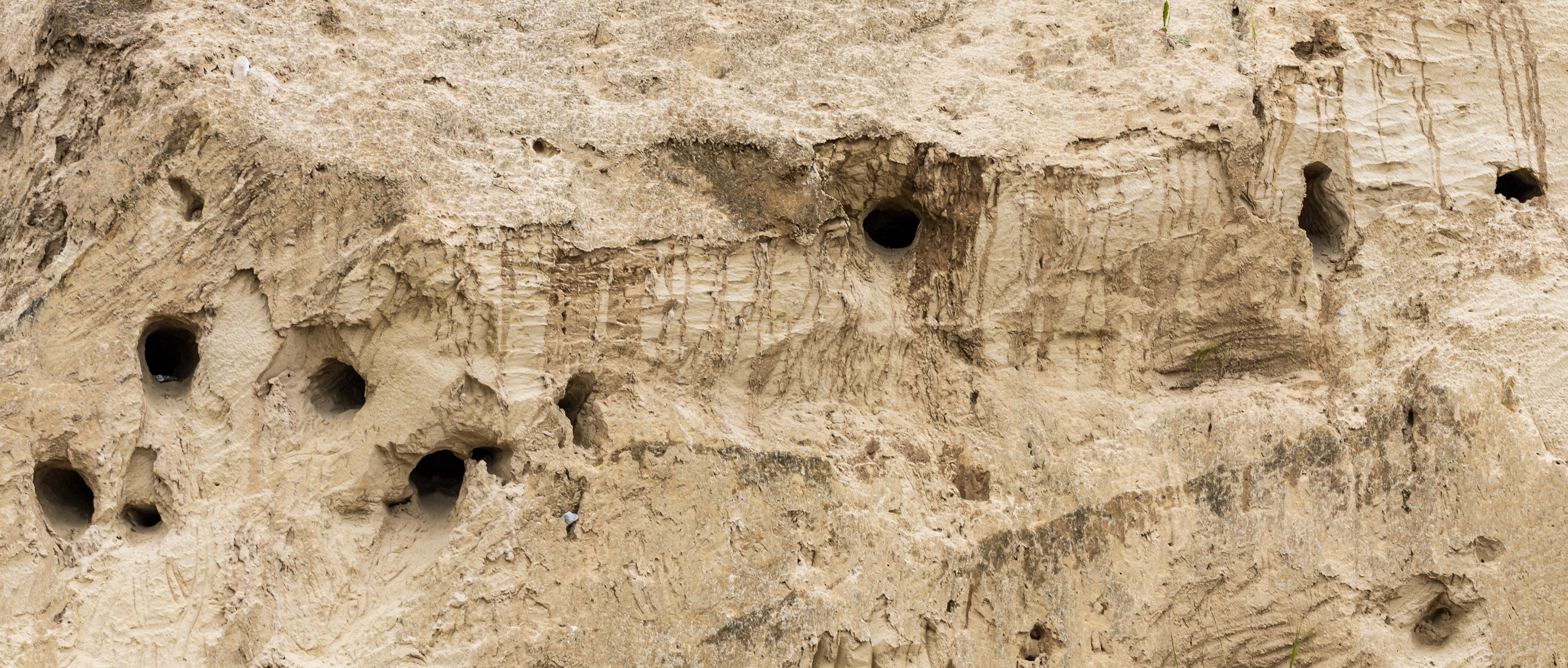
Uferschwalben-Brutwand in der Steilküste von Schwedeneck

Die Steilufer gehören zu den wenigen natürlichen Lebensräumen und daher streng geschützten Lebensräumen der Uferschwalbenbestände in Schleswig-Holstein. Zum Schutz dieser Tiere gelten vom 15. Mai bis 30. September weitere Einschränkungen. So ist es beispielsweise verboten, Flugmodelle oder Drachen aufsteigen zu lassen.